# Nesippus borealis
Nesippus borealis är en kräftdjursart. Nesippus borealis ingår i släktet Nesippus och familjen Pandaridae. Inga underarter finns listade i Catalogue of Life.